# Razack Cissé
Razack Cissé  là một cầu thủ bóng đá người Bờ Biển Ngà thi đấu cho đội bóng tại Giải bóng đá ngoại hạng Ai Cập Zamalek SC ở vị trí tiền vệ chạy cánh.
Anh từng là thành viên của đội tuyển bóng đá nam quốc gia Bờ Biển Ngà tham dự Jeux de la Francophonie 2017.